# Liste des chapitres de Psyren
Cet article présente la liste des volumes du manga Psyren.

## Volumes reliés

### Tomes 1 à 10
| no | Japonais        | Japonais          | Français          | Français          |
| no | Date de sortie  | ISBN              | Date de sortie    | ISBN              |
| --- | --------------- | ----------------- | ----------------- | ----------------- |
| 1 | 2 mai 2008      | 978-4-08-874532-9 | 1er juillet 2011  | 978-2-5050-1179-8 |
| Titre du volume : La légende urbaineListe des chapitres : - Épisode 1 : La légende urbaine (都市伝説, Toshi Densetsu) - Épisode 2 : Le Paradis (楽園, Rakuen) - Épisode 3 : Zone de danger (警戒区域, Keikai Kuiki) - Épisode 4 : Alfred le Tavoo (禁人種のAlfred, Tavū no Arufuredo) - Épisode 5 : Spectacle (光景, Kōkei) - Épisode 6 : Force vitale (生存力, Seizonryoku) - Épisode 7 : Le retour (帰還, Kikan) |                 |                   |                   |                   |
| 2 | 4 juillet 2008  | 978-4-08-874546-6 | 1er juillet 2011  | 978-2-5050-1180-4 |
| Titre du volume : Micro-universListe des chapitres : - Épisode 8 : Le comité d'accueil (迎えの者, Mukae no Mono) - Épisode 9 : À chacun sa vie (それぞれの事情, Sorezore no Jijō) - Épisode 10 : L'histoire de Matsuri (マツリの話, Matsuri no Hanashi) - Épisode 11 : Micro-univers (ベビーユニバース, Bebī Yunibāsu) - Épisode 12 : L'appartement d'Amamiya (彼女の部屋, Kanojo no Heya) - Épisode 13 : Question "Q" (Ｑ「Ｑ」, Kuesuchon Kyū) - Épisode 14 : Le nouvel appel (再召集, Saishōshū) - Épisode 15 : Rassemblement (集いし者達, Tsudoishimono-tachi) - Épisode 16 : Le ver vorace (大喰らいの蟲, Ōgurai no Wāmu)                                     |                 |                   |                   |                   |
| 3 | 3 octobre 2008  | 978-4-08-874580-0 | 23 septembre 2011 | 978-2-5050-1237-5 |
| Titre du volume : DragonListe des chapitres : - Épisode 17 : Tatsuo (タツオ) - Épisode 18 : À mon tour (自分の番, Jibun no Ban) - Épisode 19 : Une fille, un tavoo et un cœur brisé (少女と禁人種と壊れた心, Shōjo to Tavū to Kowareta Kokoro) - Épisode 20 : La stratégie (作戦, Sakusen) - Épisode 21 : Le Leurre (囮, Otori) - Épisode 22 : Dragon (龍, Ryū) - Épisode 23 : Destruction (破壊, Hakai) - Épisode 24 : Guérison (再起, Saiki) - Épisode 25 : Un retour bien mérité (必ず帰る, Kanarazu Kaeru) |                 |                   |                   |                   |
| 4 | 5 janvier 2009  | 978-4-08-874620-3 | 4 novembre 2011   | 978-2-5050-1268-9 |
| Titre du volume : La porte de MerzehListe des chapitres : - Épisode 26 : En avant (前へ, Mae e) - Épisode 27 : L'éveil (ライズ, Raizu) - Épisode 28 : La porte de Merzeh (暴王の月, Meruzezu Doa) - Épisode 29 : Les enfants de la forêt d'Elmore (エルモア·ウッドの子供達, Euromoa Uddo no Kodomo-tachi) - Épisode 30 : Fascination puérile (魅惑なる児戯, Miwakunaru Jigi) - Épisode 31 : Le camp d'entraînement (合宿, Gasshuku) - Épisode 32 : Le troisième voyage (三度目の旅立ち, Sandome no Tabidachi) - Épisode 33 : Le refuge (宝箱, Sherutā) - Épisode 34 : L'héritage (遺産, Nyūsu) - Épisode 35 : Le germe de la destruction (滅亡の芽, Metsubō no Me) |                 |                   |                   |                   |
| 5 | 4 mars 2009     | 978-4-08-874654-8 | 6 janvier 2012    | 978-2-5050-1401-0 |
| Titre du volume : VisionsListe des chapitres : - Épisode 36 : Insurrection (蜂起, Ketsui) - Épisode 37 : W.I.S.E. (W.I.S.E, Doruki) - Épisode 38 : Fuite (散, Esukeipu) - Épisode 39 : Transe (鎌, Toransu) - Épisode 40 : L'expérience (実験, Jikken) - Épisode 41 : Visions (幻視, Vijonzu) - Épisode 42 : Le programme (新型, Puroguramu) - Épisode 43 : Merzeh contre Explosia (暴王VS爆塵者, Mruzezu VS Ikusupurojia) - Épisode 44 : Star Commanders (星将, Seishō) |                 |                   |                   |                   |
| 6 | 4 juin 2009     | 978-4-08-874682-1 | 2 mars 2012       | 978-2-5050-1423-2 |
| Titre du volume : L'attaque-surpriseListe des chapitres : - Épisode 45 : Ciel d'été (夏空, Natsuzora) - Épisode 46 : Liberté d'expression (緘口令, Kankōrei) - Épisode 47 : Q (Ｑ, KYŪ) - Épisode 48 : Le trio (三人組, San'ningumi) - Épisode 49 : Graffitis (落書き, Rakugaki) - Épisode 50 : L'attaque-surprise (突入作戦, Fureimu) - Épisode 51 : La reine du feu (炎, Pairo Kuīn) - Épisode 52 : Les yeux du cœur (心眼, Shingan) - Épisode 53 : Douleur (痛み, Itami) |                 |                   |                   |                   |
| 7 | 4 août 2009     | 978-4-08-874716-3 | 4 mai 2012        | 978-2-5050-1457-7 |
| Titre du volume : Changements - 2 décembreListe des chapitres : - Épisode 54 : Les frères (兄弟, Kyōdai) - Épisode 55 : Miroku (ミロク) - Épisode 56 : A l'hôpital (病院にて, Byōin ni te) - Épisode 57 : Changements - 2 décembre (1) (改変・12月2日, Kaihen: Jūnigatsu Futsuka) - Épisode 58 : Changements - 2 décembre (2) (改変・12月2日②, Kaihen: Jūnigatsu Futsuka Ni) - Épisode 59 : Disparition (消失, Shōshitsu) - Épisode 60 : Se faire une raison (心を捨てれば, Kokoro o Sutereba) - Épisode 61 : Invitation (招待, Shōtai) - Épisode 62 : Équilibre (相殺, Sōsai)                                                                                     |                 |                   |                   |                   |
| 8 | 4 novembre 2009 | 978-4-08-874737-8 | 6 juillet 2012    | 978-2-5050-1487-4 |
| Titre du volume : La lumièreListe des chapitres : - Épisode 63 : Désespérant (絶望的, Zetsubōteki) - Épisode 64 : La lumière (光, Hikari) - Épisode 65 : La forêt d'Elmore (エルモア·ウッド, Eurumoa Uddo) - Épisode 66 : Les guerriers (戦士, Senshi) - Épisode 67 : Les racines (根, Rūto) - Épisode 68 : Le jour de la renaissance (1) (転生の日①, Tensei no Hi (ichi)) - Épisode 69 : Le jour de la renaissance (2) (転生の日②, Tensei no Hi (ni)) - Épisode 70 : Le jour de la renaissance (3) (転生の日③, Tensei no Hi (san)) - Épisode 71 : S.O.S. (SOS) |                 |                   |                   |                   |
| 9 | 4 janvier 2010  | 978-4-08-874766-8 | 21 septembre 2012 | 978-2-5050-1543-7 |
| Titre du volume : L'île vivanteListe des chapitres : - Épisode 72 : En route pour Mukurojima (夢喰島へ, Mukurojima e) - Épisode 73 : L'empereur imposteur (偽帝, Gitei) - Épisode 74 : Brain Beasts (脳獣, Burein Bīsuto) - Épisode 75 : L'ile vivante (生ける島, Ikeru Shima) - Épisode 76 : Foyer (家, Hōmu) - Épisode 77 : Disque (円, En) - Épisode 78 : Cage (檻, Kēji) - Épisode 79 : Main gauche (左手, Hidarite) - Épisode 80 : Sourire (微笑, Bishō) |                 |                   |                   |                   |
| 10 | 4 mars 2010     | 978-4-08-870013-7 | 16 novembre 2012  | 978-2-5050-1574-1 |
| Titre du volume : Nos ciels respectifsListe des chapitres : - Épisode 81 : Rencontre (対面, Taimen) - Épisode 82 : Souvenirs (記憶, Kioku) - Épisode 83 : Apathie (無感情, Mukanjō) - Épisode 84 : Hiryû (飛龍) - Épisode 85 : Évasion (失踪, Shissō) - Épisode 86 : Nos ciels respectifs (それぞれの空, Sorezore no Sora) - Épisode 87 : Famille (家族, Kazoku) - Épisode 88 : Père et fils (父と子, Chichi to Ko) - Épisode 89 : Amamiya (雨宮) |                 |                   |                   |                   |

### Tomes 11 à 16
| no | Japonais         | Japonais          | Français        | Français          |
| no | Date de sortie   | ISBN              | Date de sortie  | ISBN              |
| --- | ---------------- | ----------------- | --------------- | ----------------- |
| 11 | 30 avril 2010    | 978-4-08-870048-9 | 4 janvier 2013  | 978-2-5050-1695-3 |
| Titre du volume : Les deux cobayesListe des chapitres : - Épisode 90 : L'orphelinat Harukaze (はるかぜ学園, Harukaze Gakuen) - Épisode 91 : Riko (理子) - Épisode 92 : Démon (まじん, Majin) - Épisode 93 : Mon ami numéro un (友達1号, Tomodachi Ichi-gō) - Épisode 94 : Les deux cobayes (二人の実験体, Futari no Jikkentai) - Épisode 95 : Soleil (日輪, Nichirin) - Épisode 96 : Le Seigneur des vies (生命の王, Seimei no Ō) - Épisode 97 : L’astéroïde Ouroboros (小惑星ウロボロス, Shōwakusei Uroborosu) - Épisode 98 : Le survivant de Gregory (グリゴリの生存者, Gurigori no Seizonsha)        |                  |                   |                 |                   |
| 12 | 2 juillet 2010   | 978-4-08-870104-2 | 5 avril 2013    | 978-2-5050-1858-2 |
| Titre du volume : Sang et résolutionListe des chapitres : - Épisode 99 : Regrets (後悔, Kōkai) - Épisode 100 : En route pour le centre de recherche (研究所へ, Kenkyūjo e) - Épisode 101 : Virus (ウイルス, Uirusu) - Épisode 102 : Papillon de nuit venimeux (毒蛾, Dokuga) - Épisode 103 : Pris en tenaille (挟撃, Kyōgeki) - Épisode 104 : Substitution (交替, Kōtai) - Épisode 105 : Abyss (深淵, Abisu) - Épisode 106 : Sang et résolution (血と覚悟, Chi to Kakugo) - Épisode 107 : Dernier soupir (死に様, Shi ni Zama)                                                                          |                  |                   |                 |                   |
| 13 | 3 septembre 2010 | 978-4-08-870149-3 | 5 juillet 2013  | 978-2-5050-1859-9 |
| Titre du volume : InfiltrationListe des chapitres : - Épisode 108 : Grouillements nocturnes (闇夜の蠢き, Yamiyo no Ugomeki) - Épisode 109 : Battements de cœur (ドキドキ, Dokidoki) - Épisode 110 : Trio (三人, San'nin) - Épisode 111 : Mastodontes (巨大, Kyodai) - Épisode 112 : Survie (生存, Seizon) - Épisode 113 : Infiltration (潜入, Sen'nyū) - Épisode 114 : Démon meurtrier (殺人鬼, Satsujinki) - Épisode 115 : Diver (ダイバー, Daibā) - Épisode 116 : Fléau (スカージ, Sukāzi) |                  |                   |                 |                   |
| 14 | 3 décembre 2011  | 978-4-08-870149-3 | 4 octobre 2013  | 978-2-5050-1860-5 |
| Titre du volume : NovaListe des chapitres : - Épisode 117 : Bouillonnement (滾り, Tagiri) - Épisode 118 : Rugissement (咆哮, Hōkō) - Épisode 119 : Châtiment (報い, Mukui) - Épisode 120 : Incursion (降臨, Kōrin) - Épisode 121 : Kamikiri (神刃) - Épisode 122 : Nova (ノヴァ) - Épisode 123 : Soleil (太陽, Taiyō) - Épisode 124 : Tenju (天樹) - Épisode 125 : La veille du combat décisif (決戦前夜, Kessen Zen'ya) |                  |                   |                 |                   |
| 15 | 4 février 2011   | 978-4-08-870149-3 | 24 janvier 2014 | 978-2-5050-1861-2 |
| Titre du volume : La sirèneListe des chapitres : - Épisode 126 : Deux mains enlacées (つなぐ手, Tsunagu Te) - Épisode 127 : Une raison de vivre (生きる意味, Ikiru Imi) - Épisode 128 : La sirène (警報, Sairen) - Épisode 129 : L'ultime soleil (最後の太陽, Saigo no Taiyō) - Épisode 130 : Fusion (融合, Yūgō) - Épisode 131 : Un nouveau corps (替え時, Kae toki) - Épisode 132 : Alter ego (半身, Hanshin) - Épisode 133 : Enfin parmi vous (待たせたな, Matasetana) - Épisode 134 : Requiem (葬送曲, Rekuiemu) - Épisode 135 : Mouton, Loup (羊, 狼, Hitsuji, Ōkami)                              |                  |                   |                 |                   |
| 16 | 4 mars 2011      | 978-4-08-870149-3 | 4 avril 2014    | 978-2-5050-1862-9 |
| Titre du volume : À la croisée des mondesListe des chapitres : - Épisode 136 : Frère et sœur (姉弟, Kyōdai) - Épisode 137 : Le soleil et la lune (太陽と月, Taiyō to Tsuki) - Épisode 138 : Volte-face (反転, Ribāsu) - Épisode 139 : Effondrement (崩壊, Hōkai) - Épisode 140 : Délivrance (解放, Kaihō) - Épisode 141 : Les larmes de la promesse (約束の涙, Yakusoku no Namida) - Épisode 142 : Les couronnes (王冠, Ōkan) - Épisode 143 : Un nouveau chemin (道を, Michi o) - Épisode 144 : Tu dois vivre (生きろ, Ikiro) - Dernier épisode : À la croisée des mondes (繋がる世界, Tsunagaru Sekai) |                  |                   |                 |                   |

### Shueisha BOOKS
1. 1 2  Tome 1
2. 1 2  Tome 2
3. 1 2  Tome 3
4. 1 2  Tome 4
5. 1 2  Tome 5
6. 1 2  Tome 6
7. 1 2  Tome 7
8. 1 2  Tome 8
9. 1 2  Tome 9
10. 1 2  Tome 10
11. 1 2  Tome 11
12. 1 2  Tome 12
13. 1 2  Tome 13
14. 1 2  Tome 14
15. 1 2  Tome 15
16. 1 2  Tome 16

### Manga Kana
1. 1 2  Tome 1
2. 1 2  Tome 2
3. 1 2  Tome 3
4. 1 2  Tome 4
5. 1 2  Tome 5
6. 1 2  Tome 6
7. 1 2  Tome 7
8. 1 2  Tome 8
9. 1 2  Tome 9
10. 1 2  Tome 10
11. 1 2  Tome 11
12. 1 2  Tome 12
13. 1 2  Tome 13
14. 1 2  Tome 14
15. 1 2  Tome 15
16. 1 2  Tome 16